# Ivor Novello Awards
Ivor Novello Awards är ett pris uppkallat efter den walesiska artisten Ivor Novello, och delas sedan 1955 ut varje år till en kompositör och en låttextskrivare. 
Priset, med smeknamnet "The Ivors", delas ut i London i maj av British Academy of Composers and Songwriters, och sponsras av Performing Right Society. Det är världsvida känt som de viktigaste plattformen för Storbritanniens låttextskrivar- och kompositörtalanger. "Ivors" är den enda återkommande brittiska prisutdelningen som hedrar låtskrivaren. Priset består av en bronsstatyett föreställande Euterpe – den grekiska musikens musa. Sedan 1955 har det delats ut över 1 000 statyetter.
Några som fått priset är Bob Geldof, Iron Maiden, Amy Winehouse, Yusuf Islam (Cat Stevens), The Darkness, The Feeling, Madonna, Jeff Lynne, Freddie Mercury respektive Brian May (både med Queen och som soloartister), Richard Thompson, David Bowie, Ray Davies, Martin Gore, Kate Bush, Eric Clapton, Sir John Dankworth, Cathy Dennis, John Lennon, Annie Lennox, Sir Paul McCartney, Madness, Duran Duran, George Michael, Pet Shop Boys, David A. Stewart, Sting, Robbie Williams, Gary Barlow, Iain Archer, Sir John Tavener och David Gilmour (både med Pink Floyd och som soloartist).